# 1469

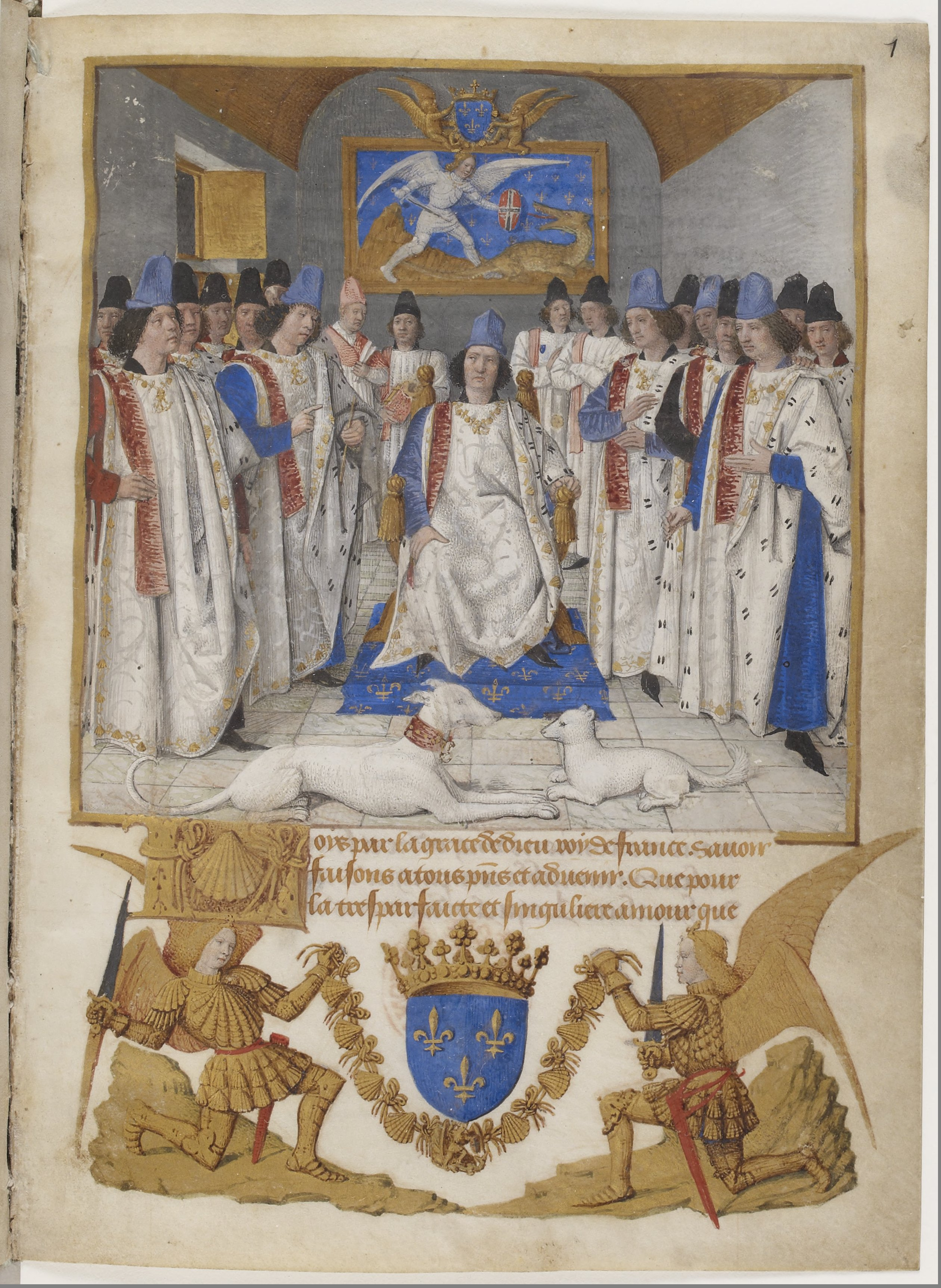
Lodewijk XI en de ridders van de Orde van Sint-Michiel

Het jaar 1469 is het 69e jaar in de 15e eeuw volgens de christelijke jaartelling.

## Gebeurtenissen
april
- 23 - Kardinaal Jean Balue wordt gevangen gezet op veroordeling voor hoogverraad.
- april - In Yorkshire breekt een opstand uit tegen koning Hendrik VI, geleid door Robin van Redesdale, een aanhanger van Richard Neville wiens werkelijke identiteit onbekend is.
- april - De Hanze komt bijeen in Lübeck naar aanleiding van de verwoesting van het Stalhof, haar kantoor in Londen. Ze besluit om een oorlog tegen Engeland te voeren.

juli
- 24 - Slag bij Edgecote Moor: De rebellen verslaan een royalist (Yorkist) leger.
- juli - Jacobus III van Schotland huwt Margreet van Denemarken

oktober
- 18 - Huwelijk van Ferdinand van Aragon en Isabella van Castilië.

zonder datum
- Matthias Corvinus trekt op naar Bohemen en laat zich met steun van paus Paulus III tot (tegen)koning van Bohemen kronen.
- Fernão Gomes krijgt het monopolie op de handel met Guinea.
- Koning Lodewijk XI van Frankrijk sticht de Orde van Sint-Michiel.
- In de bul In supramae dignitatis specula richt paus Paulus II het bisdom Wenen op.
- Heenvliet ontvangt stadsrechten.
- De titel graaf van Carrick wordt voorbehouden aan de oudste zoon van de koning van Schotland.
- oudst bekende vermelding: Oubourcy, Roverberg

## Kunst

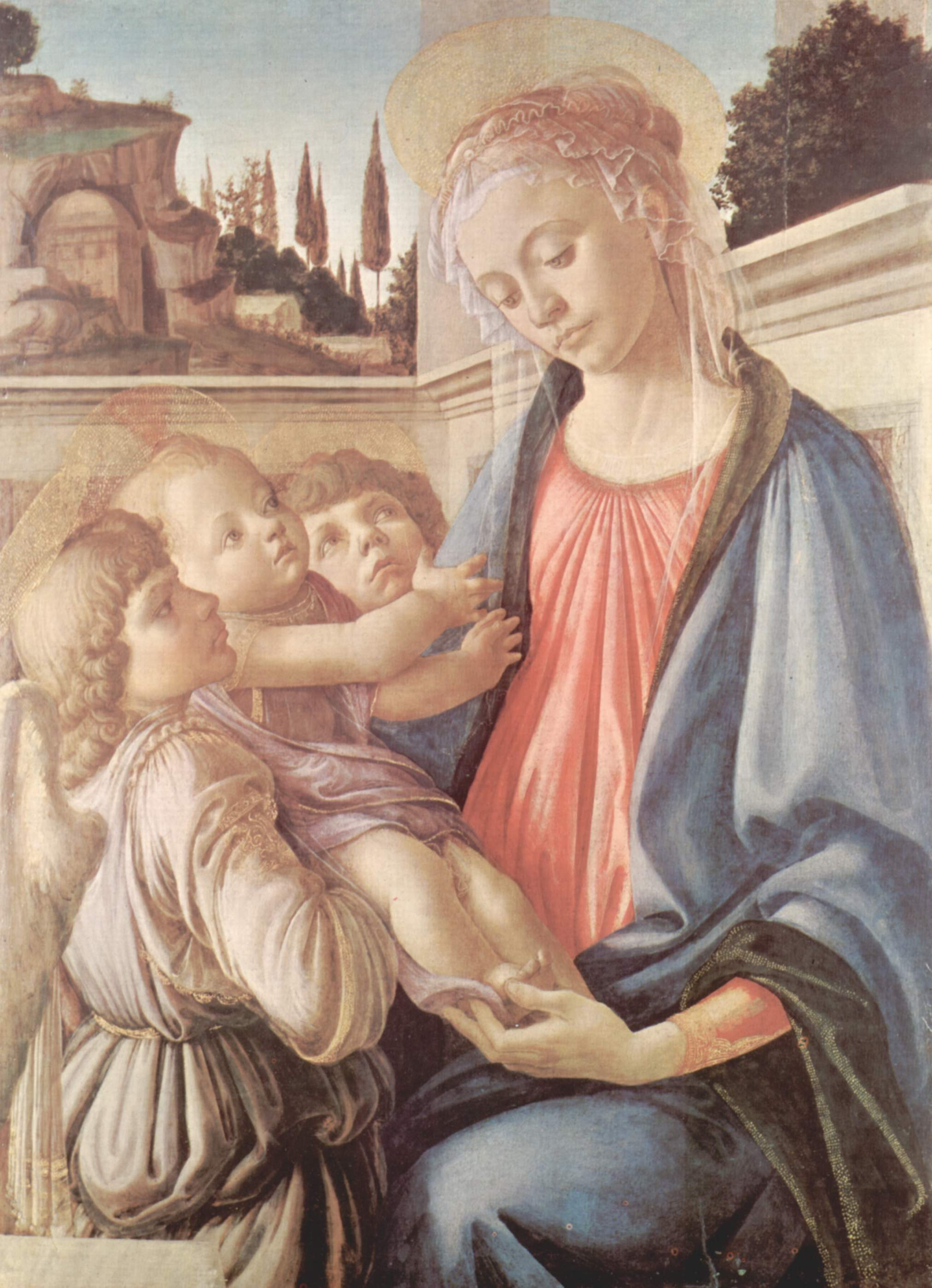
Sandro Botticelli: Madonna met kind en engelen
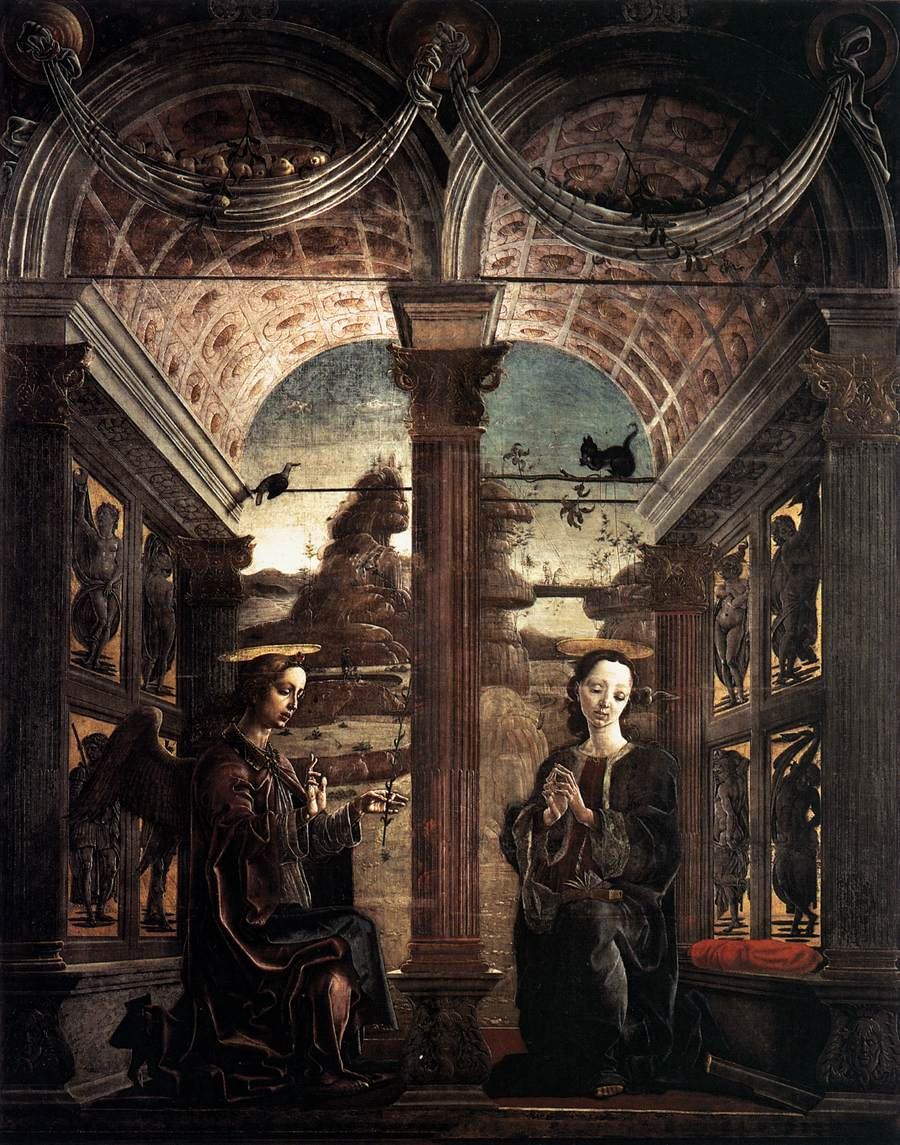
Cosmè Tura: De aankondiging aan Maria

## Opvolging
- Augsburg - Peter van Schaumberg opgevolgd door Johan II van Werdenberg
- Azteken - Motecuhzoma I opgevolgd door Axayacatl
- Florence - Piero di Cosimo de' Medici opgevolgd door zijn zoons Lorenzo I de' Medici en Giuliano di Piero de' Medici
- orde van Sint-Lazarus - Willem van Mares opgevolgd door Jean Le Cornu
- Thouars - Lodewijk van Amboise opgevolgd door Anna van Beaujeu

## Afbeeldingen

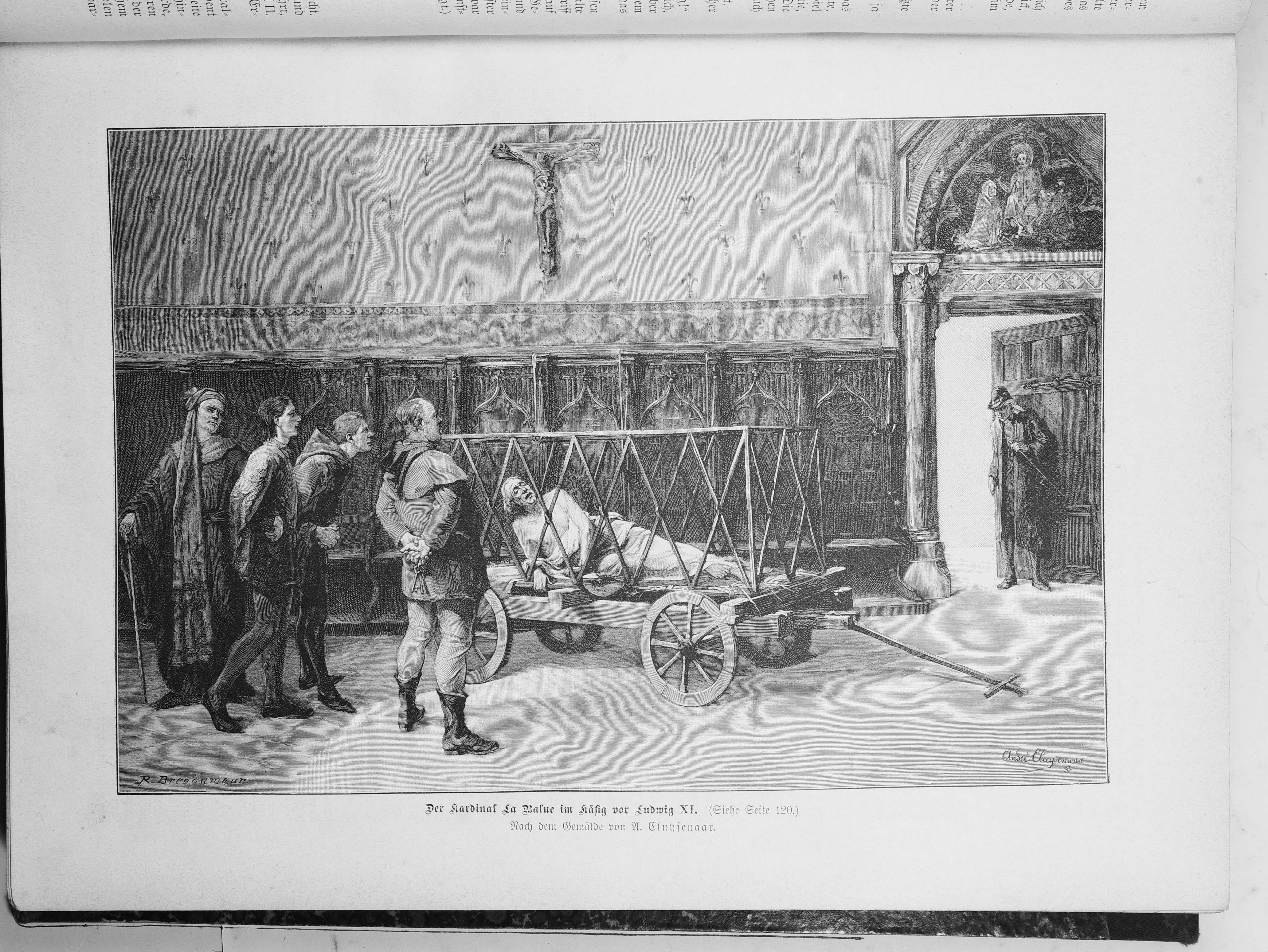
Kardinaal Jean Balue in gevangenschap
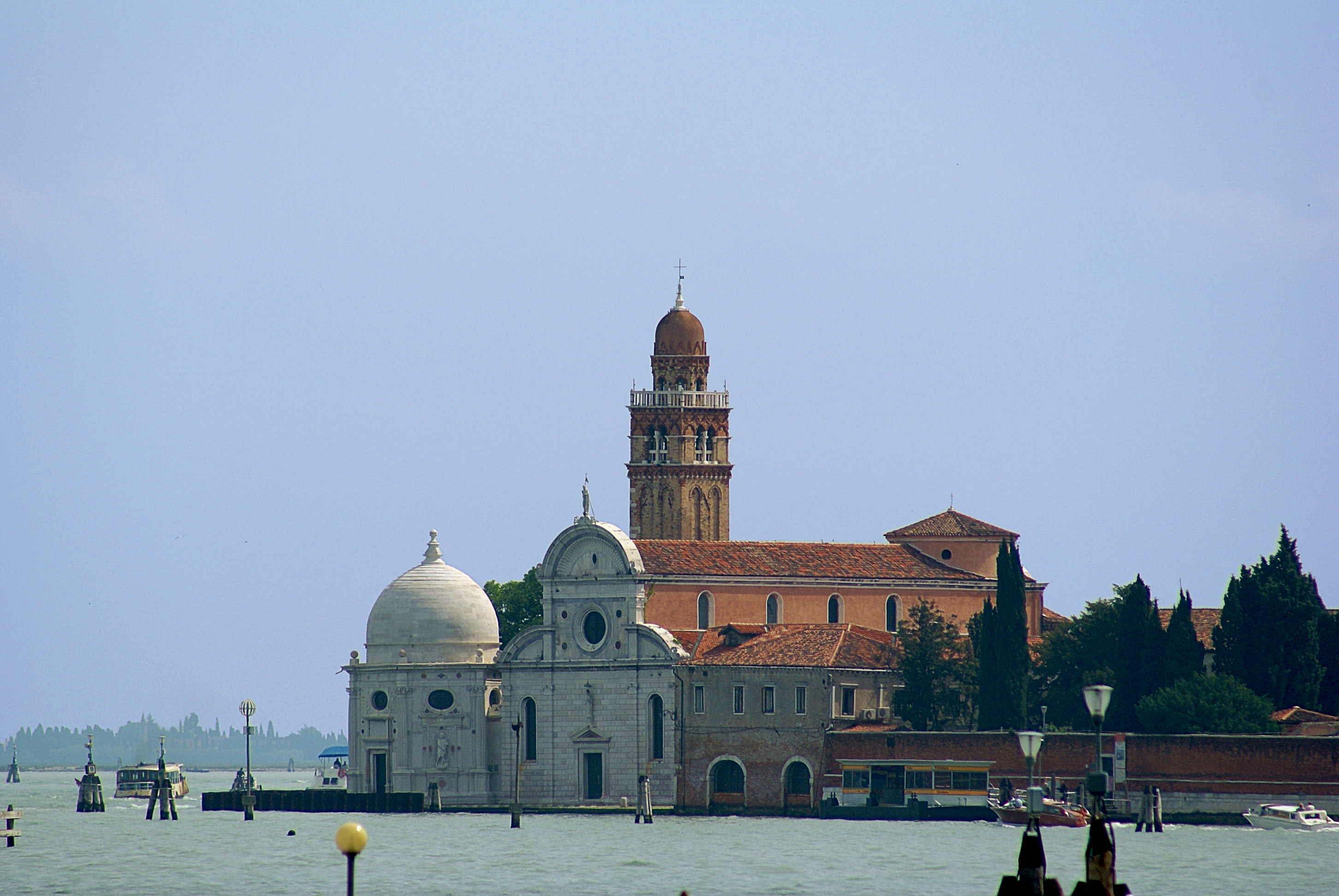
Chiesa di San Michele in Isola, Venetië
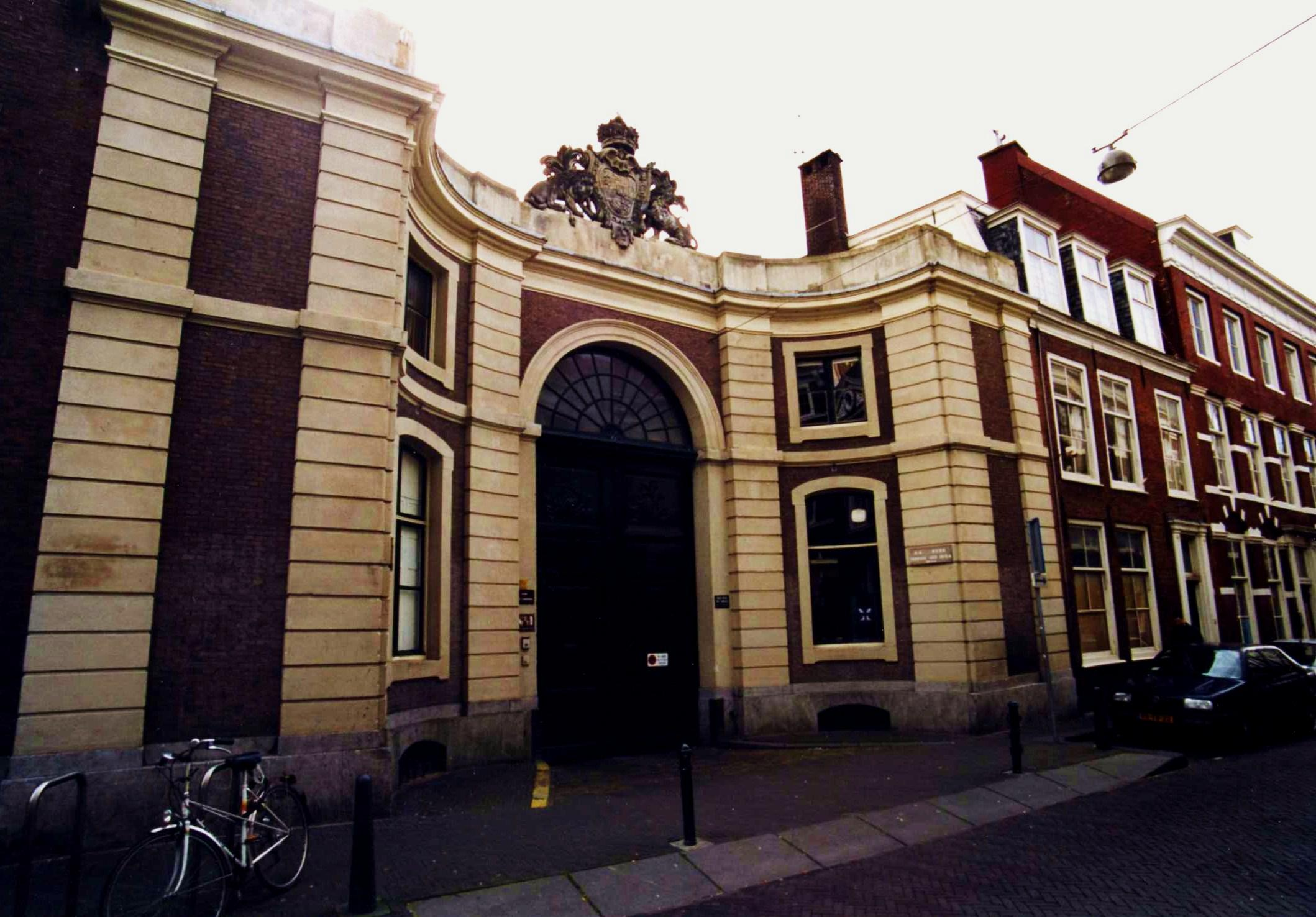
Het Spaansche Hof, Den Haag

## Geboren
- 20 maart - Cecilia van York, Engels prinses
- 29 april - Willem II, landgraaf van Hessen
- 3 mei - Niccolò Machiavelli, Italiaans diplomaat en filosoof
- 31 mei - Emanuel I, koning van Portugal (1495-1521)
- 20 juni - Gian Galeazzo Sforza, hertog van Milaan (1476-1494)
- 23 juli - Francesco Granacci, Italiaans schilder
- 4 augustus - Margaretha van Saksen, Duits edelvrouw
- 26 augustus - Ferdinand II, koning van Napels (1495-1496)
- september - Laura Cereta, Italiaans schrijfster
- 20 oktober - Goeroe Nanak, stichter van het Sikhisme
- december - Basilius de Zalige, Russisch zwerver en heilige
- Francesco III Crispo, hertog van Naxos
- Jan II Carondelet, Bourgondisch staatsman
- Johan III van Navarra, Frans-Navarraans edelman
- Vasco da Gama, Portugees ontdekkingsreiziger (jaartal bij benadering)

## Overleden
- 2 januari - Jan III van Ligne, Bourgondisch geestelijke en edelman
- 22 februari - Maria van Savoye (58), Savoyaards prinses
- 28 februari - Lodewijk van Amboise (~76), Frans edelman
- 21 mei - Catharina van Bourbon (~28), Frans edelvrouw
- 27 juli - William Herbert (~46), Engels edelman
- 12 augustus - Richard Woodville (~64), Engels edelman
- 8 oktober - Filippo Lippi (~63), Florentijns schilder (datum bij benadering)
- 2 december - Piero de' Medici (53), heer van Florence
- Niccolò da Conti (~74), Venetiaans handelaar en ontdekkingsreiziger
- Benedetto Cotrugli, Kroatisch diplomaat
- Filips van Glymes (~47), Bourgondisch ridder
- Motecuhzoma I (~79), hueyi tlahtoani der Azteken (1440-1469)
- Roland Scrivers, Frans arts